# 大杜若
大杜若（学名：Pollia hasskarlii）为鸭跖草科杜若属的植物。分布于尼泊尔、老挝、不丹、泰国、缅甸、锡金、越南、印度、柬埔寨以及中国大陆的广东、西藏、云南、四川、广西、贵州等地，生长于海拔200米至1,700米的地区，一般生长在山谷阴湿处及密林下，目前尚未由人工引种栽培。

## 别名
粗柄杜若（植物分类学报）